# أندي كوتورير
أندي كوتورير (بالإنجليزية: Andy Couturier)‏ هو كاتب أمريكي، ولد في 3 يونيو 1964 في نيويورك في الولايات المتحدة.